# Алчевский, Алексей Кириллович
Алексе́й Кири́ллович Алче́вский (рус. дореф. Алексѣ́й Кири́лловичъ Алче́вскій, 1835, Сумы, Сумской уезд, Харьковская губерния, Российская империя — 7 (20) мая 1901, Санкт-Петербург, Российская империя) — предприниматель, промышленник, меценат, коммерции советник, создатель первого в Российской империи акционерного ипотечного банка и финансово-промышленной группы. Муж Христины Журавлёвой-Алчевской, народного просветителя, автора системы обучения грамоте взрослых.

## Биография

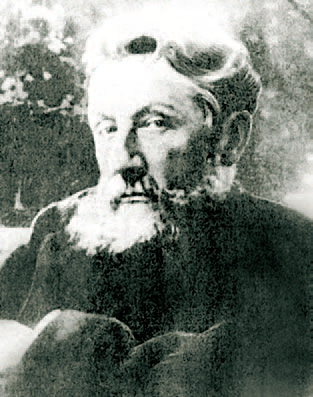
Алексей Алчевский

Памятник Алексею Кирилловичу Алчевскому возле Алчевского металлургического комбината

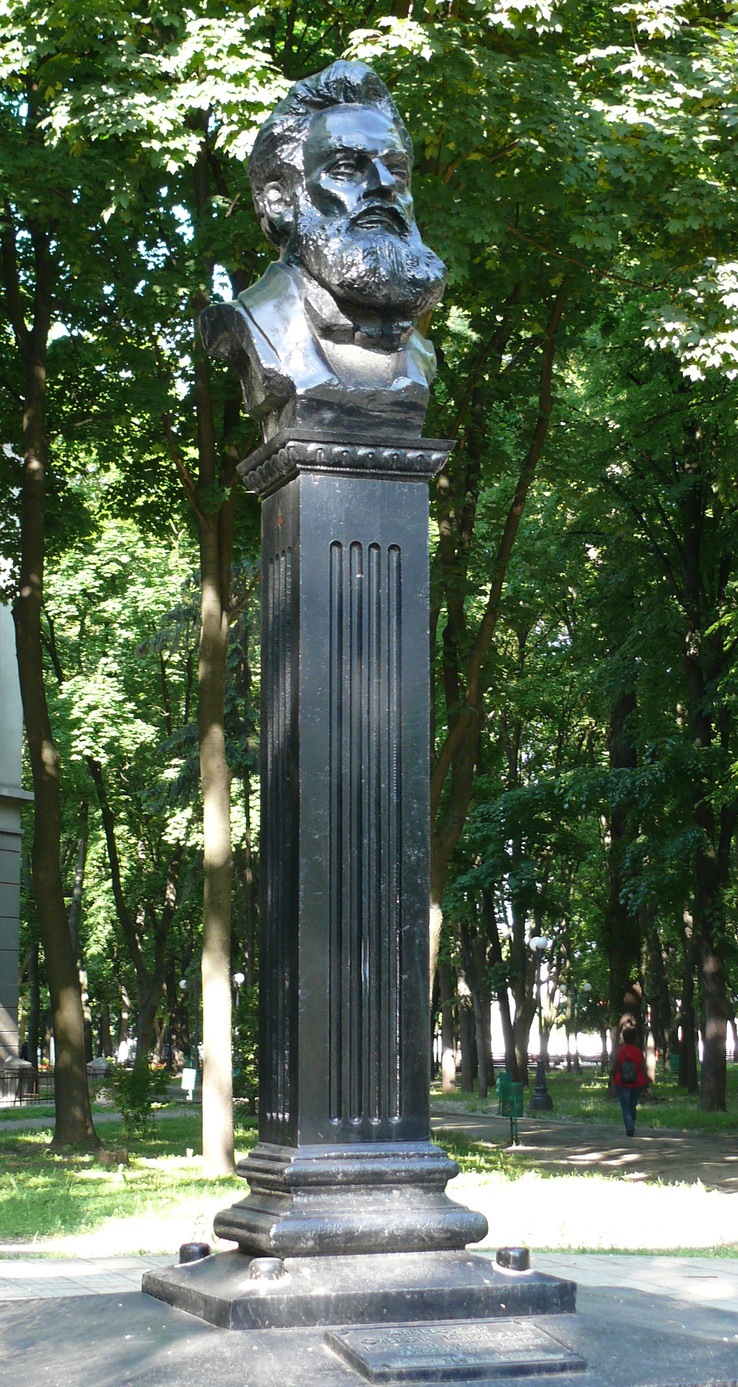
Памятник Алчевскому в Сквере Победы в Харькове

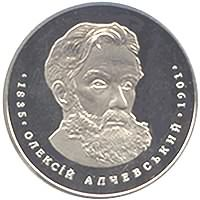
Памятная монета Украины «Алексей Алчевский», 2005 год (аверс)

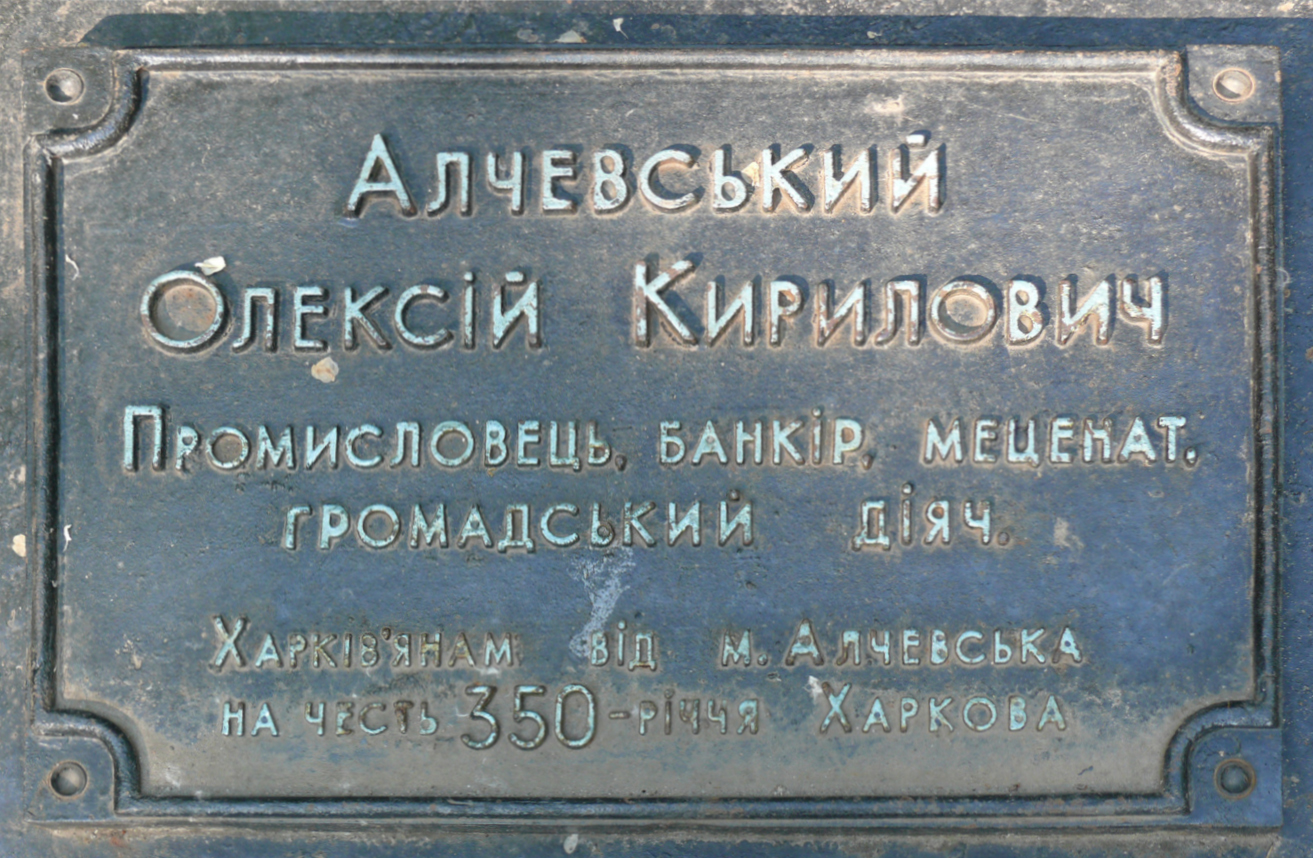
Памятная доска в честь Алексея Алчевского

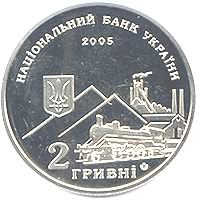
Памятная монета Украины «Алексей Алчевский», 2005 год (реверс)

Из семьи мелкого купца, торговца бакалейными и колониальными товарами. Закончил Сумское уездное училище, в 1862 году переселился в Харьков.
Держал чайный магазин, всё свободное время посвящал самообразованию.
В период «банковской лихорадки» конца 1860-х — начала 1870-х годов становится инициатором создания Харьковского общества взаимного кредита (1866), затем в 1868 году в качестве купца 2-й гильдии выступает в качестве одного из учредителей Харьковского торгового банка (основной капитал — 500 тыс. руб.), ставшего третьим в России учреждением акционерного коммерческого кредита после Санкт-Петербургского частного коммерческого и Московского купеческого банков. В 1871 году в качестве купца 1-й гильдии выступает в качестве одного из учредителей первого в стране акционерного ипотечного банка — Харьковского земельного, открытого с капиталом 1 млн руб., правление которого возглавлял до своей смерти в 1901 году (устав банка был написан совместно с И. В. Вернадским, отцом В. И. Вернадского).
В 1879 году А. К. Алчевский учредил Алексеевское горнопромышленное общество (капитал 2 млн руб.), владевшее богатейшими залежами антрацита в Славяносербском уезде Екатеринославской губернии. В 1900 году компания добыла 45 млн пудов угля, заняв по объёму добычи третье место среди однородных предприятий Донбасса. Инициировал строительство металлургических заводов Донецко-Юрьевского металлургического общества (ДЮМО, 1895 год, основной капитал 8 млн руб.) возле станции Юрьевка (ныне Алчевск, ОАО «Алчевский металлургический комбинат») и общества «Русский Провиданс» в Мариуполе (ныне ОАО «Мариупольский металлургический комбинат имени Ильича»). Председатель Харьковского биржевого комитета. Личное состояние к 1900 году — до 30 млн руб.
Горнопромышленник А. К. Алчевский в 1880—1890-х годах покупает у Аристида Ревелиоти большую прибрежную часть его имения в Крыму, ныне Понизовка. После его смерти в 1901 году вдова Евгения Александровна и сын Дмитрий Алексеевич распродали эти земли мелкими участками. Самый крупный приобрели ярославские купцы братья Понизовкины.
В обстановке экономического кризиса 1900—1903 годов, получив отказ в помощи от министерства финансов, 7 мая 1901 года покончил с собой под поездом на Царскосельском вокзале Петербурга (по другой версии — был убит;
против версии самоубийства говорит также то, что Алексей Кириллович был похоронен внутри ограды кладбища).
Смерть Алчевского послужила началом т. н. «харьковского краха» — пика экономического кризиса в начале 1900-х годов.

## Меценатство и общественная деятельность
Помимо участия в украинском национальном движении, возглавлял кружок украинской интеллигенции «Громада» в Харькове, который занимался широкой общественной и культурно-просветительской деятельностью. На собственные средства строил церкви, больницы, школы. Как частное лицо оплатил сооружение первого в мире памятника Тарасу Шевченко — в Харькове в 1899 году. В те времена невозможно было официально открыть памятник украинскому поэту, поэтому памятник был помещён в саду, на территории построенной в 1893 году зятем усадьбы Алчевских в Харькове (Мироносицкий переулок; в советское время Клуб Дзержинского, ныне ДК МВД). Автором памятника был скульптор Беклемишев; памятник не отличался особой монументальностью, однако был выполнен из дорогого белого мрамора. После банкротства Алексея Алчевского усадьбу в скором времени пришлось продать, и дальнейшая судьба памятника неизвестна.

## Семья Алчевских
Супруга А. К. Алчевского — Христина (Кристина) Даниловна Алчевская (Журавлёва) (1841—1920) — известная в своё время педагог, ученая, вице-президент Международной лиги просвещения.
Дети:
- Дмитрий (1865—1920) — кандидат естественных наук, предприниматель, расстрелян ВЧК Южного и Юго-Западного фронтов в Крыму, вероятно, в Багреевке[6].
- Григорий (1866—1920) — популярный композитор[6].
- Анна (1868—1931) — жена А. Н. Бекетова.
- Николай (1872—1942) — театральный критик, автор первого советского украинского букваря для взрослых.
- Иван (1876—1917) — артист (певец)[6], «король теноров», солист Мариинского оперного театра.
- Кристина (1882—1931) — поэтесса, переводчик и педагог[6].

## Память А. К. Алчевского

Герб Алчевска

В честь А. К. Алчевского назван город Алчевск — по ходатайству российских промышленников, в 1903 году.
В 2005 году Национальный банк Украины выпустил монету из серии «Видатні особистості України», которая посвящена Алексею Алчевскому. Монета приурочена к 170-летию со дня рождения известного промышленника и предпринимателя.
Памятники А. К. Алчевскому установлены в городах Алчевске (возле здания городского совета на площади Советской и возле металлургического комбината) и Харькове (дар города Алчевска, 2004 год).